# Семь приключений Синдбада
«Семь приключений Синдбада» (англ. The 7 Adventures of Sinbad) — приключенческий фильм кинокомпании The Asylum. Является мокбастером к фильмам Принц Персии: Пески Времени и Битва Титанов. Это фильм, получивший рейтинг PG-13 от организации MPAA (Некоторый материал может быть неподходящим для детей до 13 лет).
Жанр: приключения, фэнтези, боевик.
Страна выпуска: США
Длительность: 93 мин
Дата выхода: 2010 год

## Сюжет
Адриан Синдбад — миллионер, застрявший на острове после аварии личного вертолета. Синдбад встречает красивую воительницу по имени Лоа, сталкивается с гигантским крабом, огромным кальмаром, пещерным циклопом, соблазнительными сиренами, драконами, огненным демоном, живущим в вулкане и гигантским китом. Синдбад завершает свою задачу, убив всех тварей.

## В ролях
- Патрик Малдун — Адриан Синдбад
- Сара Десаж — Лоа
- Бо Свенсон — Симон Магнуссон
- Келли О’Лири — Геманна Харгрове